# Dương Công Sửu
Dương Công Sửu sinh năm 1950 là một Tướng Lĩnh cao cấp của Quân đội nhân dân Việt Nam hàm Trung tướng. Ông nguyên là Phó Tư lệnh Quân khu 1(2000-2010),Chỉ huy trưởng BCHQS Tỉnh Lạng Sơn(1990-2000) nguyên Tiểu đoàn trưởng Tiểu đoàn 28 Đặc công. Ông đã được Nhà nước phong tặng danh hiệu Anh hùng Lực lượng vũ trang nhân dân (1973) do những đóng góp và cống hiến trong cuộc kháng chiến chống Mỹ cứu nước của dân tộc.

## Binh nghiệp
Dương Công Sửu dân tộc Tày sinh ra lớn lên tại Bắc Sơn, Lạng Sơn Việt Nam,lên đường nhập ngũ năm 1967, khi được tuyên dương Anh hùng, ông đang là tiểu đoàn phó tiểu đoàn 28 đặc công sư đoàn 7 thuộc Bộ chỉ huy Quân sự miền Nam Việt Nam, đảng viên Đảng Cộng sản Việt Nam.
Từ năm 1968 đến năm 1973, Dương Công Sửu chiến đấu ở chiến trường Nam Bộ. Trưởng thành từ chiến sĩ lên cán bộ tiểu đoàn, ở cương vị nào đồng chí cũng hoàn thành xuất sắc nhiệm vụ. Dương Công Sửu đã tham gia đánh 31 trận, diệt 149 tên dịch (có 30 tên Mỹ), bắt 1 tên, phá hủy 4 xe tăng, 12 lô cốt, 12 nhà lính, thu 3 súng.
Trận đánh địch ở Suối Ngô ngày 29 tháng 4 năm 1970, trước khi nổ súng, địch phát hiện, bắn dữ dội vào đội hình của đơn vị. Dương Công Sửu nhanh chóng cho đơn vị lui ra củng cố, tổ chức lực lượng, động viên mọi người giữ vững quyết tâm; sau đó lại dẫn đầu đơn vị tiếp tục đánh địch. Đơn vị đã diệt 70 tên, phá hủy 9 xe bọc thép.
Trận đánh đoàn xe địch ngày 18 tháng 10 năm 1970, trước khi đánh, Dương Công Sửu vượt qua nhiều chặng gác, hàng rào thép gai vào trinh sát địch. Khi dẫn đơn vị vào đánh, bọn địch xảo quyệt đưa xe hỏng vào bãi để nghi binh và đưa xe tốt ra nơi khác, đồng chí dẫn đơn vị vượt qua nhiều hàng rào, trạm gác, tìm bãi xe mới. Kết quả, Dương Cồng Sửu đã cùng đơn vị diệt 19 xe.
Trận đánh ngày 28 tháng 3 năm 1971 ở Suông (Lộc Ninh), địch cho máy bay, pháo binh đánh phá dữ dội và cho 3 tiểu đoàn bộ binh đánh vào trận địa ta. Dương Công Sửu bình tĩnh chỉ huy, lợi dụng thời cơ cho đơn vị xuất kích, diệt hàng trăm tên, phá hủy 3 xe tăng. Địch bị thiệt hại nặng, không dám tiến lên nữa. Khi có lệnh rút, đơn vị đồng chí bị máy bay bắn phá chặn đường và bắn trúng đội hình. Sau khi tổ chức đưa 10 thương binh đến khu vực an toàn, Dương Công Sửu ở lại một mình, ra bãi trống bắn máy bay, thu hút hỏa lực địch về mình, bảo đảm an toàn cho đơn vị.
Tháng 6 năm 1972, mặc dù địch canh phòng rất cẩn mật, Dương Công Sửu vẫn hai lần dẫn đầu một bộ phận tập kích vào trận địa pháo địch ở Cây Cầy (Bình Long) phá hủy 14 xe bọc thép và 4 khẩu pháo.
Trận đánh ngày 11 tháng 8 năm 1972, Dương Công Sửu chỉ huy đơn vị luồn rừng, vượt qua nhiều chặng kiểm soát của địch, đánh vào Lai Khê (Bình Long), diệt 300 tên, phá hủy 5 khẩu pháo, làm chủ trận địa. Qua trận thắng lớn này, quân địch ở địa phương càng thêm hoang mang dao động
Dù ở cương vị nào Dương Công Sửu luôn là tấm gương sáng trong mọi việc, chú trọng xây dựng đơn vị tiến bộ; lúc khó khăn, gian khổ thường đi đầu, động viên mọi người quyết vượt qua để hoàn thành nhiệm vụ.
Ông đã được phong nhiều danh hiệu cao quý như Dũng sĩ diệt Mỹ, Dũng sĩ quyết thắng, Dũng sĩ diệt xe cơ giới.v.v.v

## Huân chương
1 Huân chương Chiến công Giải phóng Hạng nhì
2 Huân chương chiến công giải phóng Hạng ba
5 bằng và giấy khen cùng 15 lần được tặng danh hiệu Dũng sĩ